# Rắn lục xanh
Rắn lục xanh (danh pháp hai phần: Trimeresurus stejnegeri) là loài rắn độc thuộc phân họ Crotalinae. Loài này được Karl Patterson Schmidt mô tả khoa học lần đầu tiên năm 1925. Nó được tìm thấy ở Ấn Độ, Nepal, Myanmar, Thái Lan, Trung Quốc, Đài Loan, Việt Nam. Có ba phân loài được công nhận, bao gồm cả phân loài danh định mô tả ở đây.
Bề ngoài loài này tương tự với loài Trimeresurus popeiorum, nhưng bộ phận sinh dục của nó có cấu trúc khác nhau về cơ bản.
Loài này thường sống ở khu rừng trên núi có độ cao lên đến 2.845 m. Chúng là loài săn mồi về đêm và vừa sinh sống trên cây vừa sinh sống trên mặt đất. Đôi khi chúng nghỉ hoặc săn lùng thức ăn gần các con suối trên núi. Thức ăn của chúng là động vật có vú nhỏ, chim, thằn lằn.

## Hình ảnh

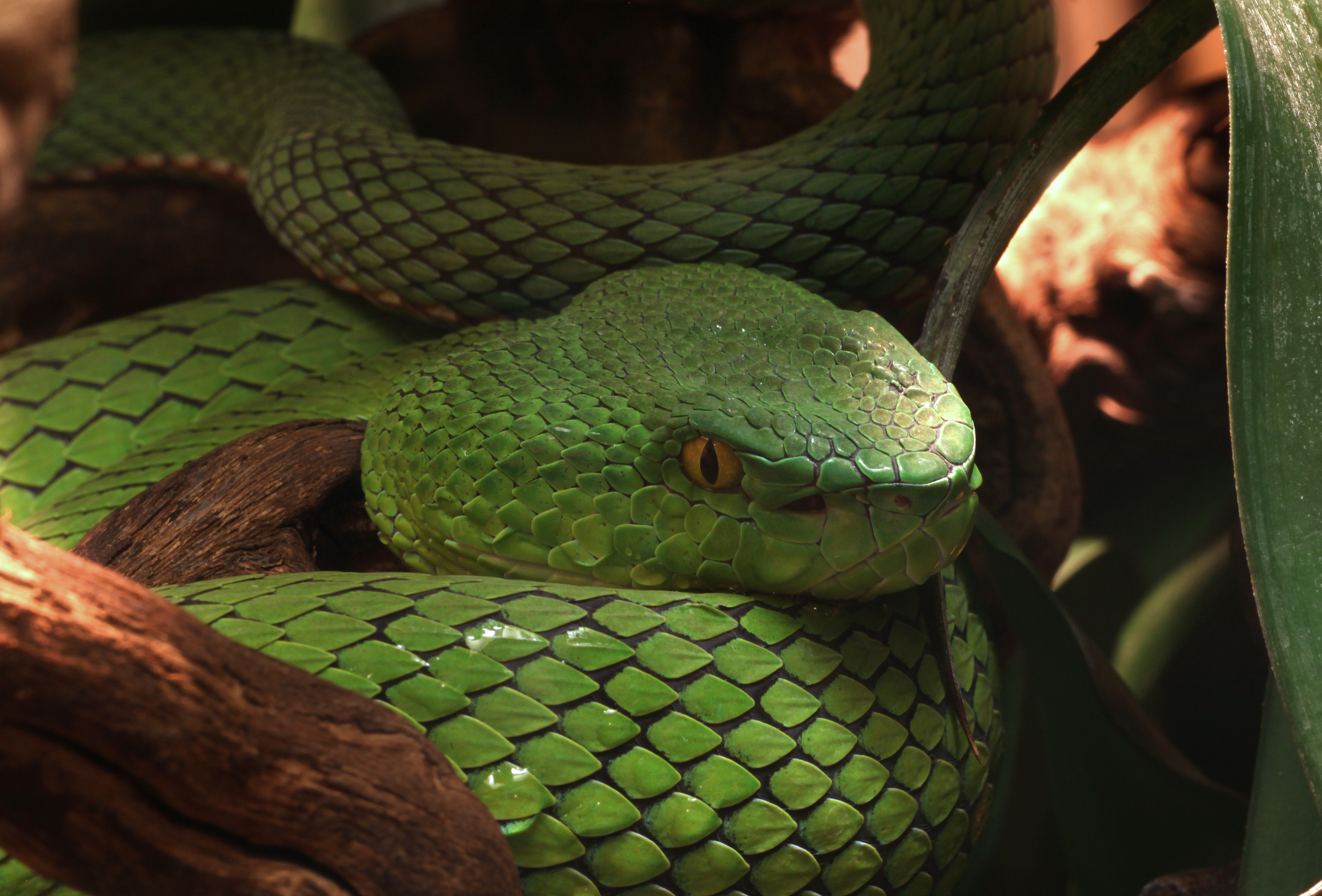